# محمدحسین صنیع‌خاتم
محمدحسین صنیع‌خاتم (۱۲۶۲ شیراز - ۱۳۳۱ تهران)، خاتم‌کار ایرانی.
محمدحسین صنیع‌خاتم، فرزند محمدکاظم، در بیستم بهمن ماه ۱۲۶۲ شمسی در شیراز، در یک خانوادهٔ خاتم‌ساز به دنیا آمد. خاتم‌سازی در خانوادهٔ او ارثی بود، اجدادش سالیان دراز سفارش‌های عمدهٔ دربار کریم‌خان زند را به انجام رسانده بودند. محمدحسین صنیع‌خاتم در ۲۷ ربیع الثانی ۱۳۳۶ ه‍.ق به امین الصنایع ملقب گردید. محمدحسین صنیع‌خاتم (امین الصنایع) در سال ۱۳۱۱ ه‍.ش از شیراز به تهران دعوت شد و به همت او کارگاه خاتم‌سازی در مجتمع بزرگ هنرهای دستی شروع به کار کرد. پس از آن نمایشگاهی از هنر دستی خاتم در ابتدای خیابان سپه سابق، تحت عنوان نمایشگاه کالای ایران بر پا شد. در سال ۱۳۰۷ ریاست کارگاه‌های خاتم‌سازی را به عهده گرفت و تا پایان عمر به سمت استاد خاتم‌سازی در ادارهٔ هنرهای زیبای کشور خدمت می‌کرد. بهترین کار هنری او تالار خاتم در کاخ مرمر است. این تالار هشت متر طول و شش متر عرض دارد و تمام دیوارها و اثاثیه و سقف آن از خاتم بسیار عالی ساخته شده‌است. خاتم کاری این اتاق در سال ۱۳۱۴ با همکاری حاج محمدحسین صنیع‌خاتم شروع شد.
محمدحسین صنیع‌خاتم در روز ۲۹ آذر ماه ۱۳۳۱، بر اثر تصادف در شیراز دچار خونریزی مغزی شد. پس از آن، کارگاه به مدت چهار سال به پسرش محمود صنیع‌خاتم سپرده شد.